# Königswinter
Königswinter est une ville de Rhénanie-du-Nord-Westphalie (Allemagne), située dans l'arrondissement de Rhin-Sieg, dans le district de Cologne, dans le Landschaftsverband de Rhénanie. La ville se trouve au pied de deux collines de renommée : Le Petersberg (de) avec, à son sommet, le lieu d’hébergement des hôtes de la République Fédérale d'Allemagne, qui est aujourd’hui surtout un grand hôtel et lieu de conférences internationales, ainsi que le Drachenfels (littéralement le rocher du dragon), comme lieu mythique et touristique, surplombant le Rhin.

## Géographie
Königswinter se situe sur la rive droite du Rhin entre Bad Honnef au sud et Bonn-Beuel au nord, en face de Bad Godesberg (sur la rive gauche). C’est l’endroit ou le fleuve passe du Rhin moyen vers le Rhin bas allemand. Du point de vue de la géographie naturelle on considère que l’extrémité ouest de la ville appartient à l’entonnoir de la vallée rhénane de Godesberg (Godesberger Rheintaltrichter) au sud du bassin de Cologne. La section centrale du territoire de Königswinter fait partie du Siebengebirge (massif des sept montagnes) alors que la plus grande section de l’est se trouve dans le pays vallonné de Pleis (Pleiser Hügelland), puis la partie sud-est s’intègre au plateau de Asbach dans le massif du bas Westerwald. Cela couvre ainsi un territoire qui s’étend de la vallée du Rhin jusqu’aux limites nord-ouest du massif du Westerwald.
À partir du Drachenfels au sud de Königswinter, la vallée du Rhin s’élargit progressivement vers le nord, pour s’ouvrir dans le bassin de Cologne. Outre le Drachenfels et le Petersberg il y a d’autres hauteurs proéminentes, as savoir le Dollendorfer Hardt, le Lohrberg, le Nonnenstromberg, le Stenzelberg, le Weilberg ainsi que le Wolkenburg. Le plus haut point du territoire de la commune (et aussi de l’arrondissement Rhin-Sieg) se trouve sur le sommet du Großer Ölberg avec une altitude de 461 m, alors que la rive du Rhin dans le quartier de Niederdollendorf est avec près de 50 m l’endroit le plus bas de la ville.
La vieille ville de Königswinter est construite sur une terrasse d’une largeur d’environ 500 m à environ 57 m d'altitude, entre les premières montées vers le Drachenfels et au pied du Petersberg (de).

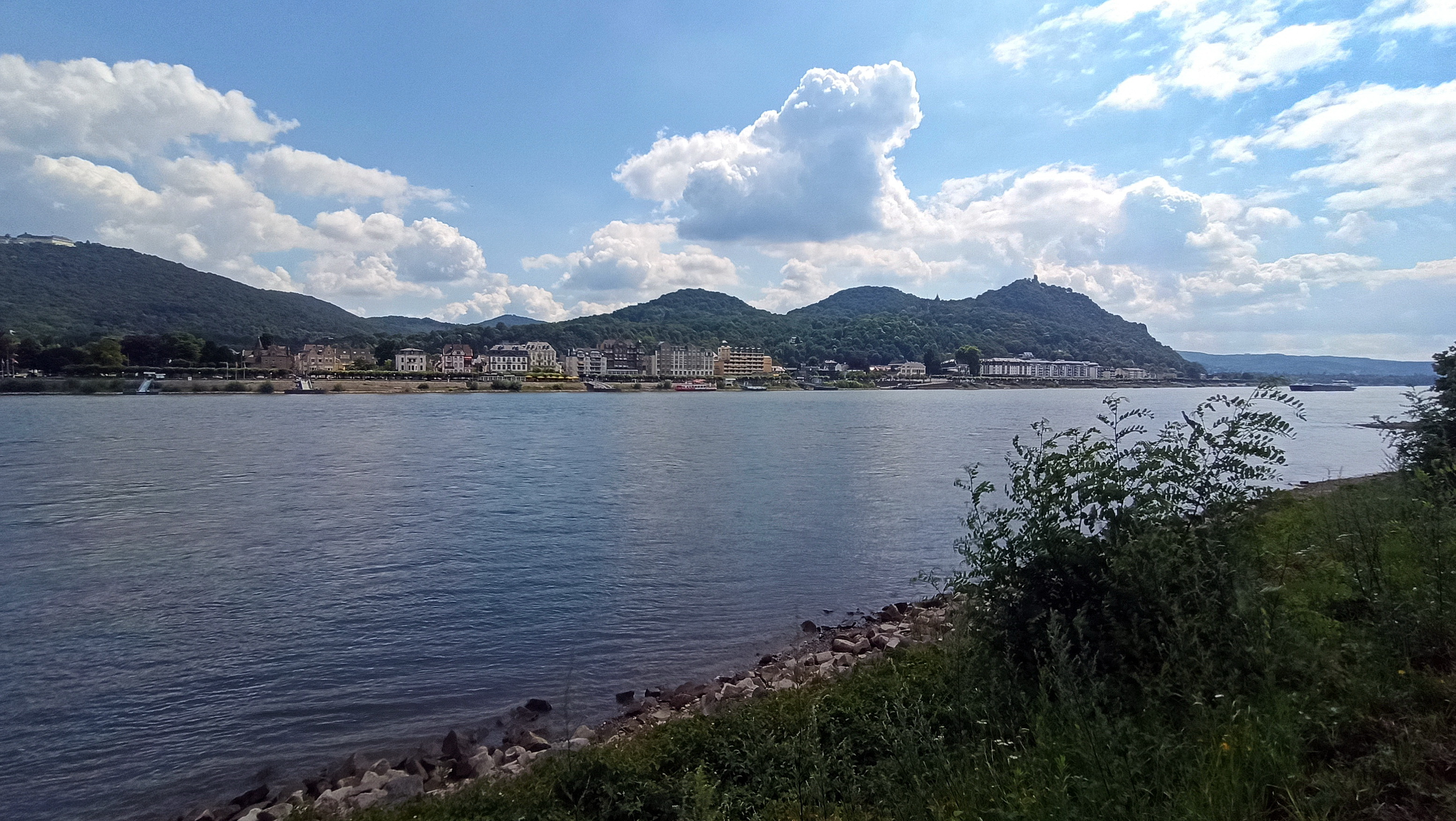
Esplanade du Rhin à Königswinter. Rocher du Drachenfels en arrière-plan ; colline du Petersberg à gauche de l'image ; photo de 2020

De Königswinter vers les hauteurs du massif du Siebengebirge partent la vallée du Mühlental (ou coule le ruisseau Mirbesbach) ainsi que la vallée des rossignols (Nachtigallental). Le territoire de la commune même de Königswinter va au nord-est jusqu’au sommet du Petersberg (de), touchant à cet endroit le terrain de la localité de Niederdollendorf. La partie urbanisée de Königswinter va de la vieille ville historique jusqu’à la rive du Rhin, limitée au nord par une bande verte, mais passant par endroits directement vers la section urbaine de Niederdollendorf. Au sud la ville se rétrécit progressivement par la présence du Drachenfels, dont les roches vont jusqu’au Rhin, laissant peu de place pour les voies de communication, comme le chemin de fer et la route fédérale B42 pour atteindre Rhöndorf qui est la localité limitrophe au sud de Königswinter. À cet endroit il y a aussi de nombreuses roches dans le Rhin qui deviennent particulièrement visibles lorsque le niveau d’eau est bas et ou l’on peut observer des cormorans (légèrement vers le nord depuis le Drachenfels).

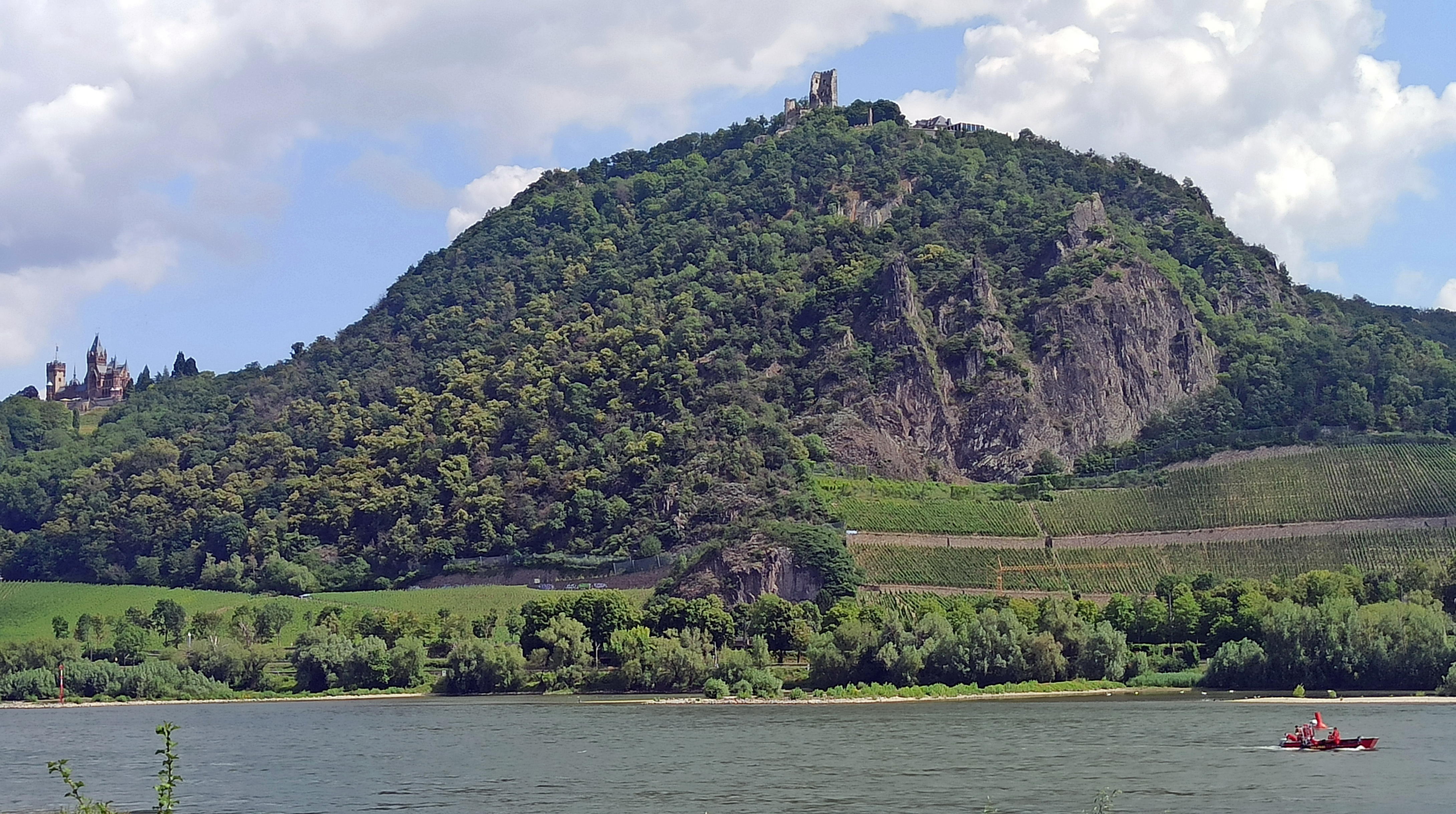
Le Drachenfels avec ruine du château-fort ; vu d'en face du Rhin ; le château Drachenburg à gauche; photo de 2020

La route fédérale B42, afin de ne pas passer en ville, longe la montagne sur un viaduc. À l’est et au-dessus du niveau de celui-ci existent de petites touches d’habitation, de parcelles de jardins et de maisons isolées. Il en est de même sur le « Rüdenet », une dorsale au nord-ouest du Drachenfels, ainsi que sur la vallée plus large entre les collines du Petersberg et du Hirschberg.
L’emplacement de Königswinter est favorisé par la proximité avec la ville de Bonn (anciennement la capitale de l’Allemagne), et notamment avec le quartier du gouvernement fédéral, qui n’est qu’à 6 km. Ils s’y trouvent toujours des ministères, mais également des institutions internationales, comme notamment l’important secrétariat des Nations Unies, mais aussi des entreprises de renommée internationale.
Les flancs sur les montagnes de Königswinter sont toujours utilisés pour la viticulture. Elles font partie du terroir du Rhin moyen. Le fameux chemin de randonnée du « Rheinsteig » va de Bonn sur les hauteurs longeant le Rhin jusqu’à Wiesbaden, en passant par le rocher du Drachenfels, qui est considéré comme « la montagne la plus visitée d’Allemagne ». Sur son sommet se trouve la ruine d’un château-fort du XIIe siècle. Son funiculaire date de 1883. L’évolution de Königswinter vers un lieu touristique a été largement façonné par cet endroit unique à visiter.

## Histoire

### Provenanceétymologiquedu nom
On dit que le nom de Königswinter vient du fait que Charlemagne aurait acquis une vigne sur la colline du Drachenfels. La composition du nom viendrait donc de König (roi en allemand) et de Vinetum (vignoble en latin), désignant ainsi le lieu d’une vigne royale, mais il n’existe pas de preuve écrite. En l’an 893 apparait le nom Vintre (ou Uintre) pour la première fois dans un document de L'abbaye de Prüm (dans l’Eifel) au sujet d’un endroit où avec des vignes, mais l’association du lieu n'est pas sûre à 100%, car il pourrait également s’agir de la localité d’Oberwinter à quelques kilomètres en amont du Rhin. En 1015 cependant, dans un acte de don de l’empereur Henri II du Saint-Empire, le lieu « Winetre », localisé géographiquement dans l'Auelgau (de), est mentionné pour l’endroit, où se trouve un domaine qu’il donna au couvent des femmes Dietkirchen de Bonn. Ensuite le nom « Wintere » apparait en 1064, et plus tard en 1269, puis « Wynteren inferior » en 1316. Plus tard en 1342, le nom est alors « Kuoningwinteren ».
Gérard Mercator appela le lieu « Coninxwinter » dans sa carte « Tabulae Geographicae » qui inclua le duché de Berg, le comté de La Marck et de l’archidiocèse de Cologne. 
Le cartographe de Cologne Matthias Quad (1557–1613) avait créé en 1596 une carte du territoire de l’électorat de Cologne, sur la base du travail de Cornelius Adgerus (vers 1520–1595?), dans laquelle le nom avait changé en « Conixwinter ». Franz Johann Joseph von Reilly (1766–1820), qui avait son activité à Vienne, réalisa en 1793 une carte de la région au sud de Cologne, dans laquelle le nom actuel de Königswinter est mentionné.

### Königswinter jusqu’à la fin de la période de l’électorat de Cologne
Selon les découvertes archéologiques, déjà 3500 ans avant notre ère, des hommes se sont installés sur le Petersberg à Königswinter. Il fut démontré en outre qu’un château refuge avec palissades et mur en pierres exista sur cette même colline au premier siècle avant notre ère. 
Les traces d’une activité extractive de roches par les romains, datant à partir de l’an 50 de notre ère ont été trouvées au Drachenfels. Aussi l’utilisation de ces pierres dans des bâtiments romains en aval du fleuve, témoignent également de l’action humaine dans la région. Königswinter a probablement évolué à partir d’une habitation franque, car il y a des découvertes (par exemple une pierre tombale franque à Niederdollendorf) qui remontent à l’an 680 après J.-C., indiquant donc qu’il y avait déjà des habitantants dans la région à cette époque.
Le Stift de Essen et l'abbaye de Heisterbach avaient des possessions dans la localité de Königswinter, qui, du point de vue de la seigneurie, appartenaient à l’électorat de Cologne, alors que l’administration du lieu était soumise à l’entité de Wolkenburg, qui couvrait les deux châteaux de Drachenfels et Wolkenburg (de), ainsi que les localités de Königswinter et d'Ittenbach.

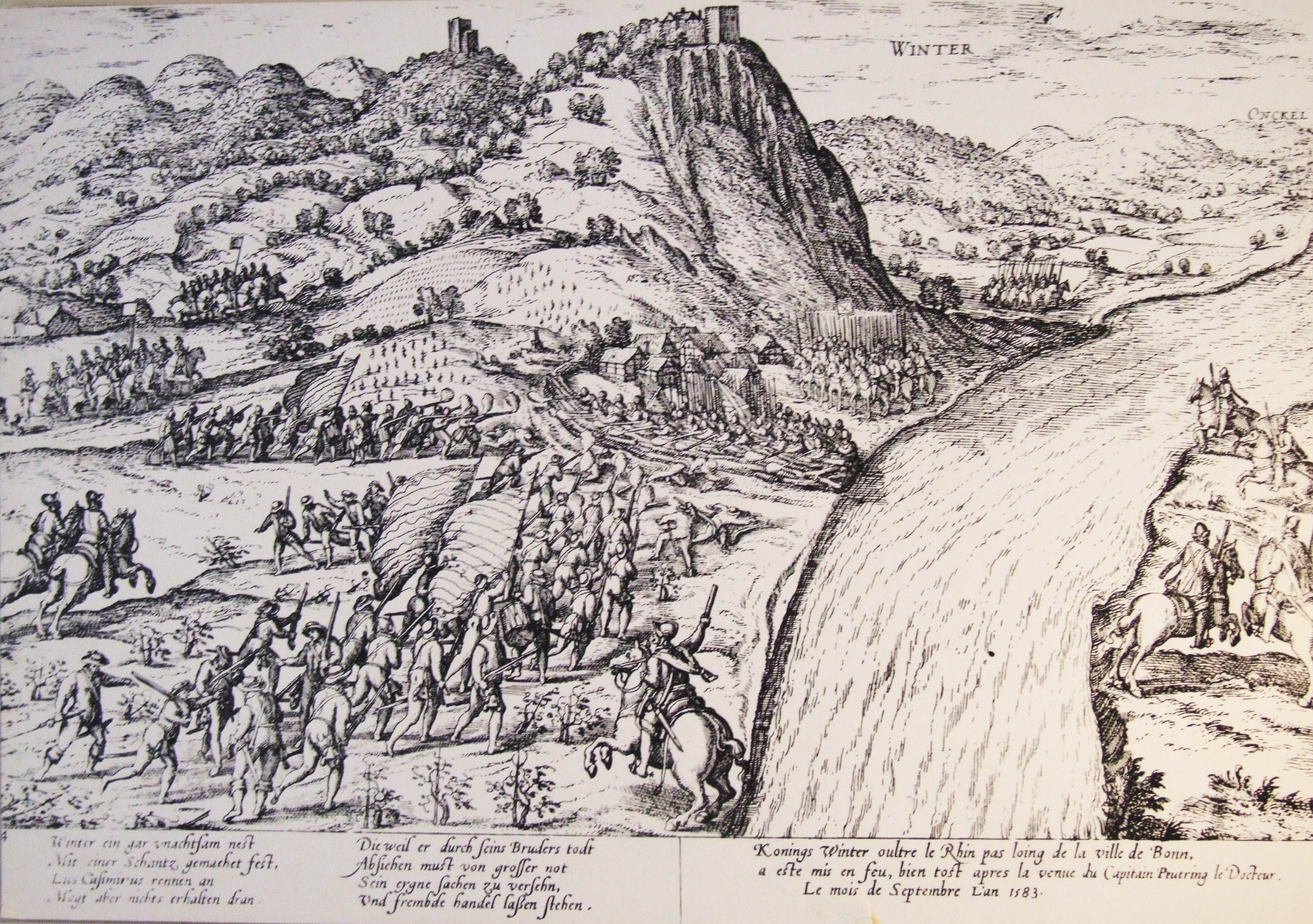
Siège de Königswinter par Jean-Casimir du Palatinat en1583; gravure cuivre d'un message lors de la guerre de Cologne

Bien que Königswinter possédait un mur d’enceinte, typique pour une ville du Moyen Âge, la ville ne jouissait pas du droit municipal. Pendant la guerre de Cologne, Jean-Casimir du Palatinat a tenté d’attaquer le lieu en septembre 1583, mais sans succès.
Mais lors de l’attaque en 1643 par des troupes de Hesse, Königswinter a été pillé. En 1670, le lieu comptait 109 maisons, qui ont presque toutes été brulées et pillées par les troupes françaises en 1689. Ces derniers ont envahi la ville à nouveau en 1795.
En 1780, la nouvelle église paroissiale St. Remigius (St. Remi) a été érigée. Après la sécularisation de l’électorat de Cologne en 1803, Königswinter allait au comté de Nassau-Usingen, puis en 1806 au grand-duché de Berg sous Napoléon, pour finir en 1815, à la suite du congrès de Vienne, au royaume de Prusse.

### L'époque napoléonienne
Pendant le temps des français en Rhénanie, le grand-duché a été restructuré. En 1806, Königswinter faisait d’abord partie de l’arrondissement de Siegburg, puis d’autres divisions territoriales ont été créés fin 1808, dont le canton de Königswinter et celui de Siegburg qui étaient mis sous l’autorité de l’arrondissement de Mülheim am Rhein. Les cantons ont été divisés en mairies. Königswinter avait également sa mairie. Lors de la campagne d'Allemagne, l’officier prussien Ferdinand Wilhelm Franz Bolstern von Boltenstern (de) était un des initiateurs d’un groupe de libérateurs « Freiwilligen Landsturms Banner des Siebengebirges » crée en 1813, qui agissait activement, lorsque les troupes de Gebhard Leberecht von Blücher traversaient le Rhin près de Kaub pendant la nuit du nouvel an de 1813/14. Les troupes françaises se retirèrent de la rive gauche du Rhin le 14 janvier 1814.

### L'époque du royaume de Prusse
L’administration du bourgmestre prusse, crée en 1816 à partir de la mairie de Königswinter, couvrait les communes de Honnef, Königswinter, Aegidienberg et Ittenbach. En 1820 Königswinter devenait un lieu d’importance dans l’organisation des postes de Bonn, pour également servir la ville de Honnef, jusqu’en 1849, quand Honnef obtenait sa propre administration. Le droit municipal est accordé officiellement à Königswinter en 1889.

### L’activité économique auXIXesiècle

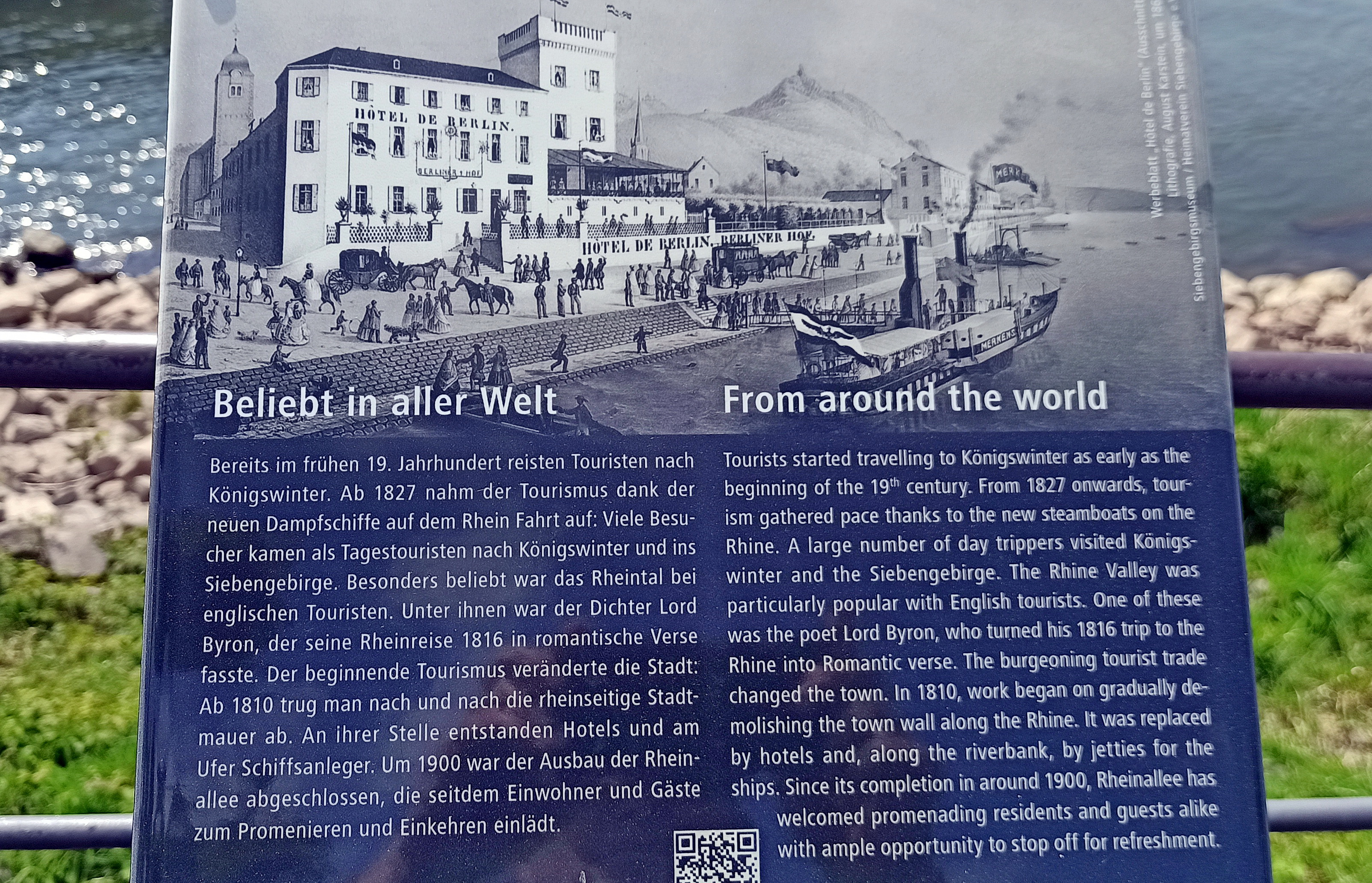
Rive du Rhin à Königswinter vers 1864 avec l'Hotel de Berlin et la colline du Drachenfels.

Au début du XIXe siècle il n’y avait à Königswinter qu’une seule rue pavée, à savoir l’actuelle Hauptstrasse (rue principale) où se trouvaient les bâtiments les plus anciens. L’activité de la ville se concentrait essentiellement sur la viticulture, l'exploitation forestière, ainsi que sur une carrière de pierre et une mine de tuf.
En plus de cela, dès le XVIIIe siècle un certain tourisme s’est établi qui s’est renforcé au XIXe siècle, donnant à la ville une nouvelle base économique. C’est notamment grâce au rocher du Drachenfels (littéralement le rocher du dragon) et au poème romantique « The Castled Crag of Drachenfels » de Lord Byron, que ce lieu devenait connu, puis visité par des voyageurs anglais lors de leur « Grand Tour ».
Le Drachenfels devenait encore plus célèbre après que le germaniste Karl Simrock (de) de Bonn avait traduit du moyen haut allemand la mythologie des Nibelungen, qui avait été retrouvée à la fin du XVIIIe siècle. Simrock avait lié la victoire de Siegfried sur le dragon légendaire, avec le rocher du Drachenfels.

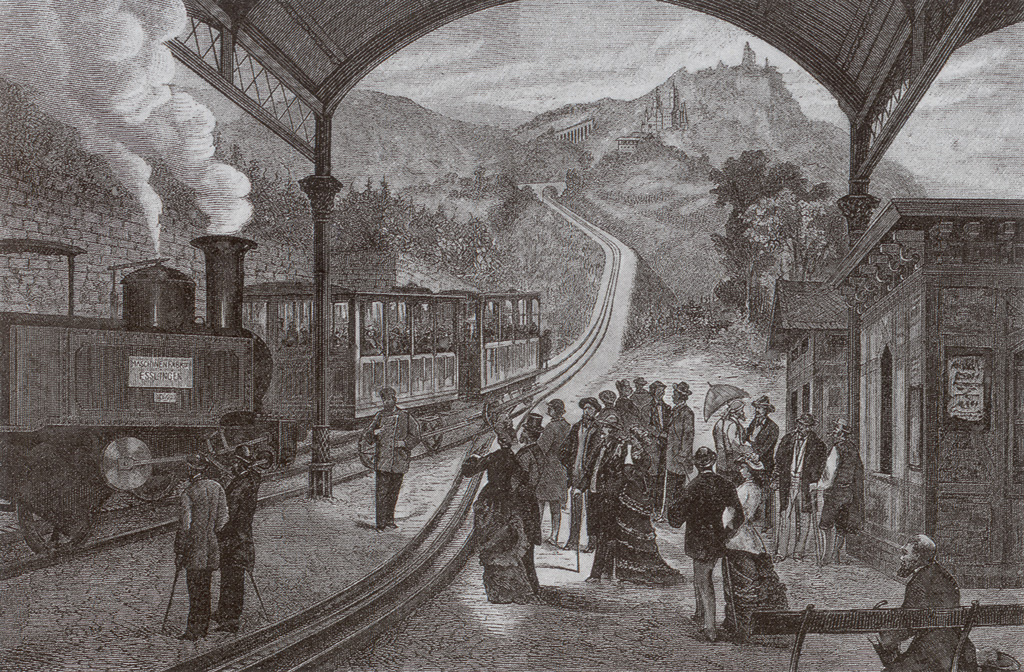
Funiculaire du Drachenfels - gare de la vallée en 1883

Les bateaux à vapeur apparaissaient sur le Rhin dès 1827. Un Gasthaus (taverne) existait déjà sur le Drachenfels en 1833. Lorsqu’en 1841, le nouveau maire August Mirbach, entrait en fonction, il s’est consacré à un nouveau développement du tourisme. Une de ses premières mesures portait sur l’aménagement d’un chemin de promenade dans la « Nachtigallental » (la vallée des rossignols) en tant que tracé supplémentaire menant au sommet. Pendant cette décennie, il y a eu un regain du tourisme après qu’il avait diminué quelque peu. Compte tenu du fait que le chemin direct vers le sommet est très escarpé, surtout à son début, et inconfortable même avec des ânes, le maire Mirbach cherchait une solution qui utilise la technologie du XIXe siècle. Il a finalement trouvé une société pour la réalisation de son projet du « Drachenfelsbahn » (funiculaire du Drachenfels), qui ouvrit au public le 17 juillet 1883.
En 1889 un deuxième funiculaire, celui-ci allant sur la colline voisine du Petersberg, était mis en service. Ces équipements techniques amenaient un tourisme de masse dans la ville. La rive du Rhin de Königswinter, jusque-là utilisée comme lieu de chargement, est transformée en esplanade avec une allée de tilleuls. Ces travaux finissaient en 1895 avec la construction d’un nouveau mur de la berge.
Sur le front du Rhin apparaissaient de grands hôtels et de palaces, les uns à côté des autres : Outre le Europäischer Hof (déjà construit en 1838, démoli en 1972), il y avait, entre autres, le Düsseldorfer Hof, l’hôtel Monopol (plus tard appelé Loreley), l’hôtel Germania, le Kölner Hof et le Berliner Hof.
Ces constructions dépassaient le cadre architectural d’une petite ville et conduisirent à un recentrage nouveau de Königswinter vers la rive du Rhin. Une industrie ne s’est établie dans les faubourgs de la ville qu’à la fin du XIXe siècle par l’usine de fours Stella.

### XIXesièclejusqu'à 1945
En 1919, Johann Lemmerz fondait à Königswinter son usine de jantes, qui constitue encore aujourd’hui la plus importante activité industrielle da la ville, et s’étend depuis des quartiers anciens jusqu’à la localité de Niederdollendorf. Les frères Franz et Simon Lemmerz avaient une usine d’automates de jeux. La société Zera a également été créée dans les années 1920 à Königswinter.
Après l’entrée en vigueur du traité de Versailles en 1920, la ville de Königswinter avec une grande partie de son étendue actuelle, faisait d’abord partie d’une région non occupée en Rhénanie. La frontière avec la zone occupée correspondait à la limite entre Oberkassel et Oberdollendorf. À la suite du soulèvement de la Ruhr, la région de Königswinter ainsi que la partie nord de l’arrondissement de Neuwied devenaient territoire occupé par des troupes françaises, ceci à partir du 25 février 1923. Ces derniers aménageaient un quartier d’officiers dans le bâtiment du Westfalenhof. Le maire de Königswinter, Josef Clever, a été arrêté le 6 avril et amené dans une prison de Bonn. L’administration courante a alors été assurée par son suppléant Liedgens. Pendant le temps d’occupation, la ville de Königswinter a été subordonnée à un commandant français, lui-même sous l’autorité d’un délégué pour l’arrondissement de Siegburg. À la fin de l’occupation, après la conférence de Londres, le 17 novembre 1924, le maire Josef Clever retrouvait ses fonctions.
Au temps du Nazisme, les fonctionnaires de cette idéologie avaient pris en main la ville touristique et soumis son développement à la Deutsche Arbeitsfront (DAF = front allemand du travail) et à son organisation subsidiaire KdF (force par la joie) qui s’occupait du secteur du tourisme.
La Villa Leonhart à la limite nord de la vieille ville a été transformée en auberge du DAF et partiellement comme villa de service pour son directeur Robert Ley.
Un ancien centre syndical de détente et de conférences (l’actuelle maison Adam-Stegerwald) au sud de Königswinter, été transformé en école d‘élites régionales (Landesführerschule) du NSDAP.  Une autre école de ce type a été aménagée en 1937 dans l’hôtel Mattern. Des stages idéologiques tenus dans ces deux écoles entre 1936 et 1939 couvraient presque 25% de la totalité de cette activité dans le pays. Il a été planifié de créer un grand centre de détente sur 45 000 m2 avec une capacité de 5 000 (selon un autre plan de 1 000 !) lits. De plus, ils voulaient construire une nouvelle gare dans le sud de la ville, puis creuser un tunnel ferroviaire en dessous du Drachenfels afin obtenir de la place pour de nouvelles constructions. À cause de toutes ces planifications, de nombreuses maisons et villas ont été détruites pendant la deuxième moitié des années 1930, entre les rues Hauptstrasse et Rheinallée (l’endroit actuel de l’hôtel Maritim). La première pierre du centre planifié a été posée le 2 mai 1936. Mais au début de la guerre en 1939, alors que les travaux étaient au stade des fondations, l'activité de construction diminuait pour finalement s'arrêter complètement. Le château du Drachenburg, en dessous du sommet du Drachenfels, était également tombé entre les mains du DAF qui voulait y créer une école pour leur idéologie à partir de 1942.
La Seconde Guerre mondiale a causé la mort pour 206 participants de guerre de Königswinter plus 125 civils dans la ville. La première attaque aérienne des Alliés sur Königswinter a eu lieu dans la nuit du 13 au 14 mars 1941, heureusement sans dommages.
À partir de juillet 1941, des personnes ayant subi des dommages des attaques aériennes sur Cologne et plus tard, sur la Ruhr, se sont réfugiés à Königswinter. En 1942, plusieurs institutions ont déménagé vers la ville à cause des nombreuses attaques aériennes sur Cologne, entre autres la Sté de distribution cinématographique Terra (vers l’hôtel Bergischer Hof), l’association ouest-allemande des brasseurs (vers l’annexe du Bergischer Hof) et plusieurs sociétés de construction vers la maison Felseck.
En automne 1943 plusieurs hôtels de Königswinter, dont le Kölner Hof et le Düsseldofer Hof ont été transformés pour accueillir les malades des cliniques universitaires de Lindenburg, après que celles-ci ont été bombardées à Cologne. Vers la fin de la guerre il y avait ici des malades du typhus.
Le 22 avril 1944, Königswinter fut la cible de la plus grande attaque aérienne dans la région, qui visait probablement l’usine de Lemmerz, causant ainsi d’importants dégâts dans la partie nord de la ville avec 55 morts. Une maison a été touchée directement dans l’actuelle rue Generalkonsul-von-Weiß-Straße, l’hôtel Europäischer Hof endommagé et l’hôtel Berliner Hof complètement détruit. Le terrain de ce dernier resta longtemps sans nouvelle construction et devint la place de Berlin (Berliner Platz) et une aire de jardins. Ce n’est qu’en 2005 que fut érigé à cet endroit l’aquarium SeaLife de Königswinter. Les travaux de déblaiement à la suite de l’attaque aérienne ont duré jusqu’à l’été.
Pendant la deuxième moitié de 1944, le parquet général du tribunal de Cologne déménagea également vers Königswinter (dans la Moltkestraße 4) et le tribunal spécial de Cologne a été intégré dans le tribunal administratif de la ville. Les hôpitaux de fortune transférés à Königwinter depuis Cologne, s’installèrent à partir de fin février 1945 dans des grottes « Ofenkaulen (de) » dans l’arrière-pays, vers lesquelles fuyaient de nombreux citoyens le 7 et 8 mars, à cause de l’intensification des bombardements d’artillerie.
Le 16 mars 1945 la ville de Königswinter a été prise par des troupes américaines qui entraient depuis le sud à partir de Rhöndorf, sans beaucoup de combats. Le feu des défendants allemands ne cessa totalement que le 22 mars, avec encore 5 morts inutiles le 21 mars.

### Königswinter après 1945
Après la décision du conseil parlementaire en faveur de Bonn comme siège provisoire de la nouvelle République fédérale, la ville de Königswinter devenait part de la région capitale.
La fraction parlementaire du parti de l’union chrétien démocrate et chrétien social (CDU/CSU) aménageait en 1948/49 dans l’ancienne maison syndicale « Arbeiterwohl ». Le Petersberg devenait le siège de la fameuse « haute commission alliée », ou s'est négocié l'accord de Petersberg qui est considéré comme un pas important dans le processus de création de l’état fédéral.
À Königswinter, 19 maisons d’habitation ont été construites pour les membres britanniques de la haute commission, ceci entre mai et juillet 1951, et après réquisition préalable des terrains nécessaires. De 1949 à 1955, la ville appartenait à l’enclave Bonn, un territoire spécial, contrôlé par la haute commission, autour du siège du gouvernement. Le 11 mai 1950, le parti chrétien démocrate, le CDU a été officiellement créé au niveau fédéral à Königswinter.
Dans les années 1954/55, s’est construit le bâtiment administratif de l’usine Lemmerz, qui façonne le paysage urbain à la limite nord-est de la vieille ville.
En 1967, Königswinter avait 5 974 habitants, dont 47 travaillaient dans le secteur agricole et forestier, 1 237 dans le secteur manufacturier et 1 094 dans le secteur des services. 881 personnes allaient travailler en dehors de la ville alors que 2 667 venaient travailler à Königswinter. En total, 3 887 personnes avaient alors un emploi industriel dans la ville. Toujours en 1967, Königswinter disposait des institutions publiques suivantes : deux écoles élémentaires, une école secondaire (Realschule), un lycée, une piscine extérieure, un terrain de sport, deux salles de sports, deux écoles maternelles et deux bibliothèques.
Lorsque Bonn était la capitale de la République fédérale d’Allemagne, les ambassades suivantes se trouvaient à Königswinter : Résidence de l’ambassade du Pakistan dans la villa Leonhard à partir des années 1950 ; résidence de l’ambassade de l’Indonésie dans la maison Felseck pendant les années 1950 et 1960 ; résidence de l’ambassade du Bangladesh dans la villa Am Lessing 6 pendant les années 1970, puis la chancellerie de l’ambassade du Laos, également dans la villa Am Lessing 6 à partir de 1990 environ. Après le déménagement du gouvernement vers Berlin en 1999, les ambassades du Laos et du Pakistan étaient les dernières à quitter Königswinter.
L’ambassade américaine se trouvait juste en face du Rhin sur la rive gauche. Le 13 février 1991, un commando du groupe terroriste « Fraction armée rouge » s’introduisit sur le terrain de la villa au 8 de la rue Weis près du fleuve à Königswinter (villa non occupée à l’époque) pour tirer quelques salves de mitraillette vers les bâtiments de cette ambassade de l'autre côté du Rhin. Il n’y avait heureusement que quelques dégâts matériels.
Un secteur piéton a été aménagé dans le centre historique de Königswinter dès 1991. Le tourisme à cette époque diminuait quelque peu et il n’en restait pratiquement que des visiteurs journaliers venant par exemple des Pays-Bas ou de la Ruhr, mais toujours attirés par le Drachenfels. Il en résultait de grands changements dans le centre historique. De nombreux hôtels et dancings ont alors fermé pour se transformer ou pour laisser la place à une autre occupation des sols.
La ville a élaboré un plan des restaurations et rénovations. En 2005, le grand aquarium « SeaLife » a été construit près du Rhin. La même année, également la nouvelle gare de vallée pour le funiculaire du Drachenfels. Le château du Drachenburg (en dessous du sommet) a été restauré avec son parc pendant les années 1995 à 2011. Le plateau du sommet a été rénové complètement, y compris le restaurant, entre 2010 et 2012. Les chemins piétons vers le sommet ont été réaménagés et le « Eselsweg » (chemin des ânes), fermé pendant des années pour des raisons de sécurité (chute de roches) a été rouvert en 2019 après travaux de sécurisation.
Une augmentation nette des visiteurs a pu être constatée en 2020.

## Jumelages
La ville de Königswinter est jumelée avec :
- Cognac (France) depuis 1989
- Cleethorpes (Royaume-Uni) depuis 1974

## Évolution démographique
La population a fortement augmenté vers la fin du XXe siècle/début du XXIe siècle, à la suite notamment du nombre croissant de nouveau lotissements créés dans les collines au-dessus de la vallée rhénane.  En 2003, le nombre d’habitants était 9,1% supérieur au chiffre de 1996.  Les valeurs du tableau ci-dessous s’appliquent au territoire actuel de la ville et incluent les communes limitrophes d’avant 1970 avant leur incorporation dans Königswinter:
| Date | Habitants |
| ---- | --------- |
| 1816 | 7.786     |
| 1905 | 14.907    |
| 1925 | 16.596    |
| 1939 | 16.753    |
| 1946 | 21.501    |
| 1961 | 26.209    |
| 1970 | 31.106    |
| 1980 | 33.041    |
| 1987 | 33.783    |
| 1990 | 35.013    |

| Date | Habitants |
| ---- | --------- |
| 1992 | 35.916    |
| 1995 | 37.341    |
| 2003 | 40.356    |
| 2005 | 41.268    |
| 2010 | 40.993    |
| 2013 | 39.976    |
| 2015 | 40.702    |
| 2016 | 40.927    |
| 2017 | 41.050    |

## Personnalités liées à la ville
- Césaire de Heisterbach (vers 1180 – avant 1250), moine cistercien allemand, décédé à l'abbaye de Heisterbach
- Franz Ittenbach (1813-1879), artiste-peintre allemand, né à Königswinter
- Johannes Hubertus Leonardus de Haas (1832-1908), artiste-peintre néerlandais, mort à Königswinter
- Alfons Hitter (1892-1968), militaire allemand, mort à Könisgwinter
- Egidius Schneider (1893-1958), militant associatif allemand, mort à Königswinter
- Karl Lamers (1935-), homme politique allemand, né à Königswinter
- Peter Hintze (1950-2016), homme politique allemand, membre de l'Union chrétienne-démocrate d'Allemagne (CDU), pasteur protestant à Königswinter
- Horst Heldt (1969-), footballeur allemand, né à Königswinter
- Andrea Lindlohr (1975-), femme politique allemande, né à Königswinter
- Lothar H. Wieler (1961-) président de l'Institut Robert-Koch depuis mars 2015, né à Königswinter

## Lieux et monuments
- Abbaye de Heisterbach, ancienne abbaye cistercienne
- Château de Drachenburg, château d’agrément construit sur le Drachenfels en 1882
- Drachenfels (terme allemand signifiant littéralement « rocher du dragon »), colline constituant les restes d'un ancien volcan, faisant le théâtre d'une des scènes mythiques de la Chanson des Nibelungen: la victoire de Siegfried sur le dragon Fáfnir
- Hôtel Petersberg, résidence d'hôtes de la République fédérale d'Allemagne (en allemand Bundesgästehaus), située sur la colline homonyme dans le massif de la Siebengebirge
- Siebengebirge, massif schisteux rhénan, formé de plissements hercyniens